# Triumphant Return
Triumphant Return è il terzo album in studio del gruppo musicale statunitense Whitecross, pubblicato nel 1989.

## Tracce
1. Attention Please – 3:55
2. Red Light – 4:34
3. Straight Through the Heart – 3:58
4. Down – 4:04
5. Behold – 4:36
6. Shakedown – 4:18
7. Flashpoint – 1:00
8. Simple Man – 4:32
9. Over the Top – 4:19
10. Heaven's Calling Tonight – 4:16

## Formazione
- Scott Wenzel – voce
- Rex Carroll – chitarra
- Rick Armstrong – basso
- Mike Elliot – batteria